# Quần đảo Andaman và Nicobar
Quần đảo Andaman và Nicobar là một trong bảy lãnh thổ liên bang của Cộng hòa Ấn Độ.

## Địa lý
Về mặt địa lý, đơn vị hành chính này thực chất gồm 2 quần đảo riêng cách nhau khoảng 150 km, lần lượt từ bắc xuống nam là quần đảo Andaman và quần đảo Nicobar. Xét về vị trí địa lý cả hai quần đảo này thường được xem là thuộc Đông Nam Á vì nó gần Đông Nam Á hơn là gần tiểu lục địa Ấn Độ. Điểm cực bắc của lãnh thổ cách cửa sông Hooghly của Ấn Độ 910 km, nhưng cách Ayeyarwady của Myanmar chỉ 190 km. Điểm cực nam của lãnh thổ chỉ cách đảo Sumatra của Indonesia có 150 km.
Toàn bộ lãnh thổ gồm 394 hòn đảo trải rộng trong một phạm vi từ vĩ tuyến bắc 6 tới 8 và từ kinh tuyến đông 92 đến 94, nhưng tổng diện tích mặt đất chỉ là 8.249 km². Chỉ có 38 hòn đảo trong số trên là có người định cư.

## Dân cư
Số nhân khẩu của lãnh địa này là 356.152. Trong đó, số người nói tiếng Bengal chiếm 32,6%, tiếng Hindi 25,95%, tiếng Tamil (bao gồm cả tiếng Tamil Sri Lanka) 17,84%, tiếng bản địa Nicobar và Telugu 12,93%. Ngoài ra còn có các bộ phân dân cư nói tiếng Malayalam và tiếng Anh. Hầu hết người dân theo ấn Độ giáo; một số ít theo đạo Hồi.
Ngoài ra còn có bộ lạc sống biệt lập như người Sentinel ở đảo Sentinel Bắc, là cộng đồng chống lại mọi nỗ lực liên lạc với bên ngoài, nên không xác định được số lượng và thành phần dân cư của họ.

## Hành chính
Về mặt hành chính, Quần đảo Andaman và Nicobar Islands được phân thành thành 3 huyện. Mỗi huyện lại chia các tehsil (tương đương cấp xã). Một số tehsil được đặt thành các phó huyện (sub-division), kiêm quản hành chính các tehsil khác trong huyện. Trung tâm hành chính của Quần đảo Andaman và Nicobar đặt ở Port Blair. Đây cũng là thị trấn lớn nhất lãnh thổ này.
Huyện Bắc và Trung Andaman, thủ phủ tại Mayabunder
- Diglipur
- Mayabunder
- Rangat

Huyện Nam Andaman, thủ phủ tại Port Blair
- Port Blair
- Ferrargunj
- Little Andaman

Huyện Nicobar, thủ phủ tại Car Nicobar
- Car Nicobar
- Nancowry
- Great Nicobar

## Lịch sử

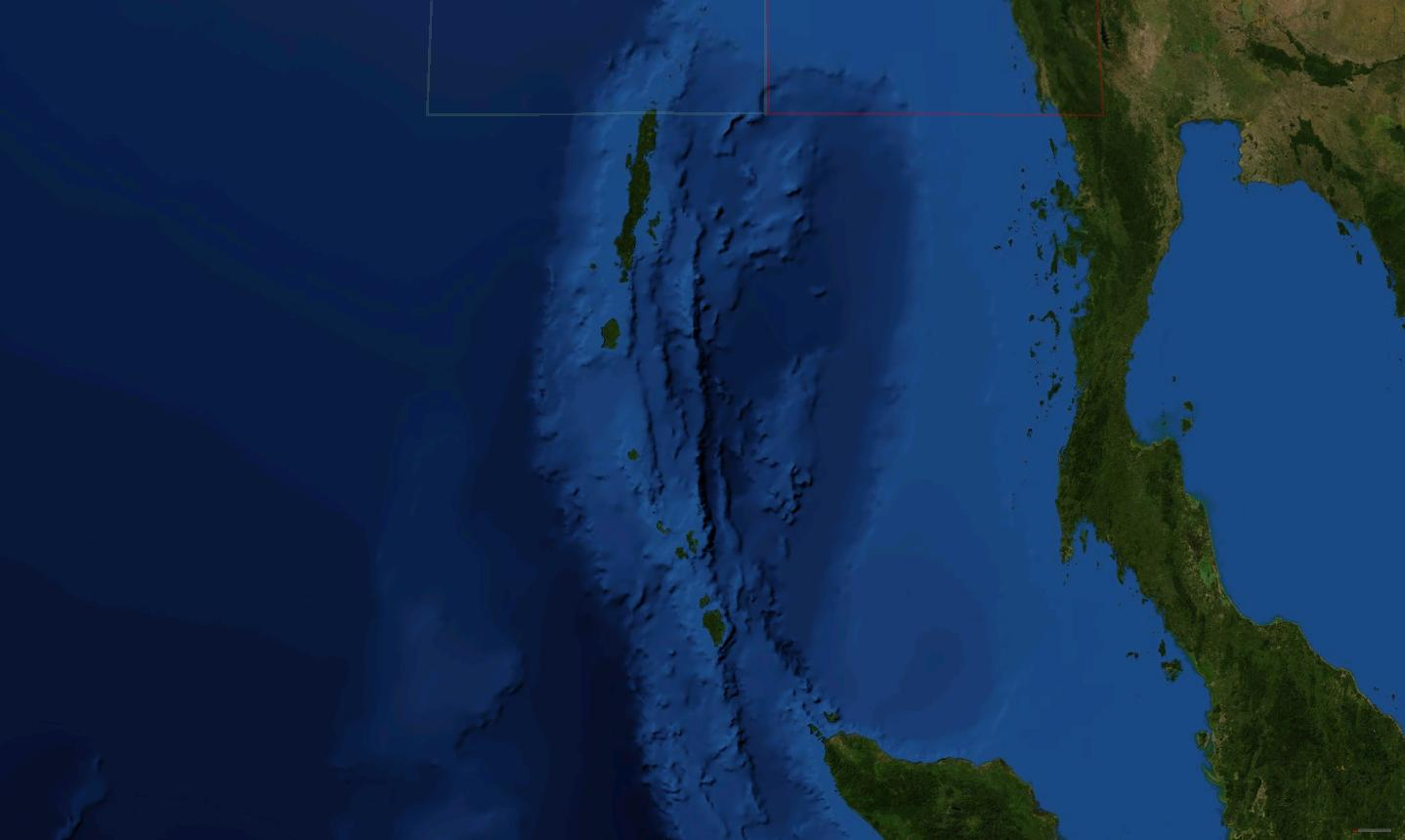
Hình chụp từ vệ tinh Quần đảo Andaman và Nicobar, một phần bán đảo Mã Lai và phần phía bắc đảo Sumatra.

### Những cư dân đầu tiên
Những người dân bản địa thuộc các sắc tộc Nicobar (thuộc nhóm ngôn ngữ Môn-Khmer) và Shompen (thuộc nhóm ngôn ngữ Polynesia) là những người đầu tiên tới định cư ở đây.

### Đế chế Chola
Nửa đầu thế kỷ 11, Vua Chola I chiếm các quần đảo Andaman và Nicobar làm bàn đạp để tấn công Đế quốc Srivijaya.

### Thuộc địa của Đan Mạch vàẤn Độ thuộc Anh
Thế kỷ 18, Công ty Đông Ấn Đan Mạch chiếm hai quần đảo này. Sau đó, tới năm 1868, Đan Mạch bán lại cho Vương quốc Anh. Anh nhập hai quần đảo này vào Ấn Độ thuộc Anh.

### Sau khi Ấn Độ độc lập
Khi Ấn Độ giành độc lập từ tay Anh, họ tiếp tục kiểm soát hai quần đảo. Ngày nay, người nước ngoài muốn tới Andaman và Nicobar phải xin giấy phép đặc biệt.
Lần động đất và sóng thần Ấn Độ Dương 2004, sóng thần cao 10 mét đã tấn công lãnh thổ này, làm ít nhất 5.930 người thiệt mạng. Đáng ngạc nhiên là rất ít trong số này là người bản địa. Nhờ kinh nghiệm dân gian, người bản địa đã rút lên chỗ cao ngay khi có động đất.